# John Garland Pollard

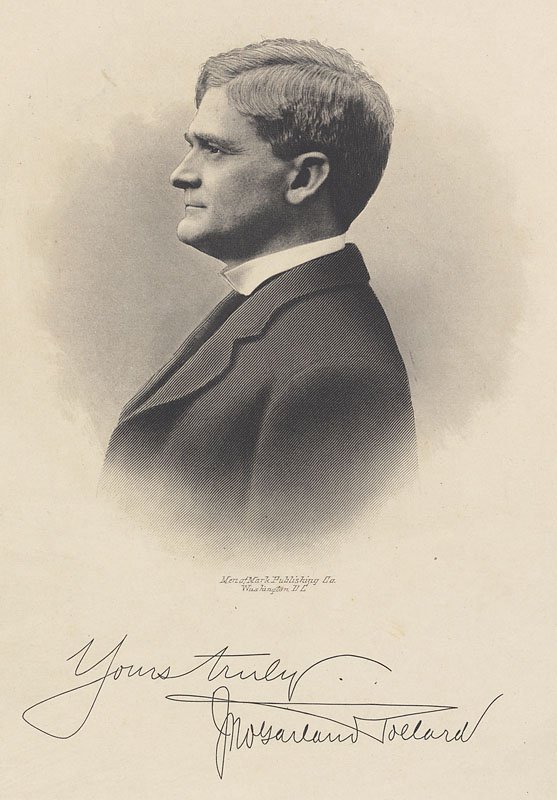
John Garland Pollard

John Garland Pollard (* 4. August 1871 im King and Queen County, Virginia; † 28. April 1937 in Washington, D.C.) war ein US-amerikanischer Politiker und von 1930 bis 1934 Gouverneur des Bundesstaates Virginia.

## Frühe Jahre
John Pollard besuchte bis 1891 das Richmond College, das er aus gesundheitlichen Gründen vorzeitig verlassen musste. Anschließend studierte er an der heutigen George Washington University Jura. Dort machte er 1893 seinen Abschluss. In den folgenden Jahrzehnten war er neben seiner politischen Tätigkeit als Rechtsanwalt in Richmond tätig. Außerdem stieg er in das Bankgeschäft ein. Damals schrieb er auch eine Abhandlung über die Pamunkey-Indianer, einen alten Stamm, der im heutigen Virginia ansässig war.

## Politischer Aufstieg
Pollard war Mitglied der Demokratischen Partei. Zwischen 1902 und 1907 war er Vorsitzender einer Kommission, die die Gesetzgebung des Staates Virginia überarbeitete. Von 1913 bis 1917 war er gleichzeitig Attorney General und Mitglied des Bildungsausschusses von Virginia. Im Jahr 1917 bewarb er sich erfolglos um die Nominierung seiner Partei für das Amt des Gouverneurs. Daraufhin reiste er nach Europa, wo er sich in Frankreich und Deutschland um soziale Belange nach dem Ersten Weltkrieg kümmerte. Außerdem war er für die YMCA als interner Richter tätig.
In der ausgehenden Administration von Präsident Woodrow Wilson wurde Pollard von 1920 bis 1921 in die Federal Trade Commission berufen. Außerdem gehörte er einem Ausschuss des Kriegsministeriums an, der sich mit umstrittenen Ansprüchen aus Kriegszeiten befasste. Danach war er als Lehrer am College of William & Mary in Williamsburg tätig. Dort war er auch Dekan der Marshall Wythe School. Pollard engagierte sich auch in den Bestrebungen, die Stadt Williamsburg als Museumsstadt im kolonialen Stil wiederherzustellen.

## Gouverneur von Virginia
Im Jahr 1929 wurde John Pollard zum neuen Gouverneur seines Staates gewählt. Er trat seine vierjährige Amtszeit am 15. Januar 1930 an. Seine Amtszeit war von der Weltwirtschaftskrise jener Jahre überschattet. Zur Bekämpfung der Krise entwickelte der Gouverneur ein Programm, das unter anderem auch eine Kürzung seines eigenen Gehalts um 10 % vorsah. Die Krise wurde im weiteren Verlauf der 1930er Jahre, auch mit Hilfe der New-Deal-Politik der Bundesregierung unter Präsident Franklin D. Roosevelt allmählich überwunden. In Pollards Regierungszeit wurde auch das Virginia Museum of Fine Arts gegründet. Später wurde er dessen Präsident.

## Weiteres Leben
Nach dem Ende seiner Gouverneurszeit am 17. Januar 1934 wurde Pollard zum Vorsitzenden einer Berufungskommission ernannt, die sich mit den Ansprüchen von Kriegsveteranen befasste. Dieses Amt bekleidete er bis zu seinem Tod. John Pollard starb im April 1937. Er war zweimal verheiratet und hatte aus seiner ersten Ehe mit Grace Phillips drei Kinder. Die zweite Ehe mit Elizabeth McDougall blieb kinderlos.